# Simpsonichthys virgulatus
Simpsonichthys virgulatus är en fiskart som beskrevs av Costa och Brasil 2006. Simpsonichthys virgulatus ingår i släktet Simpsonichthys och familjen Rivulidae. Inga underarter finns listade i Catalogue of Life.